# Salminus iquitensis
El dorado amazónico, denominado localmente sábalo o dorada (Salminus iquitensis) es una especie de  carácido de agua dulce del género Salminus. Este pez es un predador tope en los biotopos tropicales de los ríos del norte de Sudamérica.

## Taxonomía
Esta especie fue descrita originalmente en el año 1941 por el ictiólogo e ingeniero japonés Shoji Nakashima, con ejemplares provenientes del oriente del Perú.
Localidad tipo
La localidad tipo indicada es: “Cercanías del Puerto de Iquitos, Perú”. El material tipo se encuentra perdido.
Etimología
Etimológicamente el nombre genérico Salminus se construye con palabras en latín, en donde: salmo significa 'salmón' y mino (minus) es 'menor', en relación con su apariencia similar a un salmónido. El término específico iquitensis es un topónimo que refiere a la región donde fue colectado el tipo, la zona que rodea a la ciudad peruana de Iquitos.  
Historia taxonómica
Este taxón posee una historia taxonómica compleja. Fue descrito como perteneciente a otro género: Holobrycon iquitensis. Su validez fue discutida, considerando J. Géry y L. Lauzanne que aparentemente era un sinónimo de S. hilarii, si bien morfológicamente es más similar a S. affinis (endémico de la cuenca del río Magdalena en Colombia), de la cual se distingue por tener pigmentación oscura en las membranas interradiales de la aleta caudal. Recién en una revisión del género efectuada por Flávio César Thadeo de Lima en el año 2006 se constató que las poblaciones orinoco-amazónicas de S. hilarii pertenecían a una especie distinta, para la cual el nombre Salminus iquitensis estaba disponible, quedando S. hilarii limitado a las cuencas de los ríos São Francisco y del Plata.

## Características
S. iquitensis es un pez de cuerpo salmonoide, alargado, de cabeza grande, aleta dorsal pequeña hacia la mitad del dorso y por detrás una redondeada aleta adiposa aún más pequeña. La coloración general es en tonos grisáceos, con aletas y abdomen amarillos. Detrás del ojo muestra una notable franja negra que cruza el opérculo y que divide el tono oliva-grisáceo superior de un amarillo dorado a anaranjado del resto del opérculo. Todo el cuerpo muestra un fino punteado por una mancha que posee cada escama. El pedúnculo caudal es potente y exhibe una gran mancha negra, que se extiende hacia atrás sobre los elongados radios medios de la poco lobulada aleta caudal, la que posee tonos rojizos.

## Distribución y hábitat
Esta especie migradora de importancia socioeconómica se distribuye en aguas dulceacuícolas tropicales del norte de América del Sur, en las cuencas del Amazonas, del Orinoco, y de los ríos Madeira, Tocantins y Branco (de Roraima), siendo colectado desde Brasil y Venezuela hasta Ecuador, Bolivia y Perú.

## Costumbres
S. iquitensis es un voraz cazador, siendo uno de los predadores tope de los ríos del Amazonas Superior. Se alimenta especialmente de peces, a los que captura velozmente mediante su potente nado, impulsado por un cuerpo robusto, musculoso y algo comprimido lateralmente. Su boca es grande y armada de dientes cónicos. Es objeto de pesca deportiva y comercial.